# Anastasio (nombre)
Anastasio es un nombre propio masculino de origen griego en su variante en español. Deriva del griego ἀνάστασις, que significa "resurrección".

## Santoral
22 de enero: San Anastasio, mártir, monje en Cesarea (Palestina).

## Variantes
- Femenino: Anastasia.
- Diminutivo: Tasio, Tacho.

### Variantes en otros idiomas
| Variantes en otras lenguas | Variantes en otras lenguas |
| -------------------------- | -------------------------- |
| Español                    | Anastasio                  |
| Alemán                     | Anastasius                 |
| Asturiano                  | Anastasiu                  |
| Bretón                     | Anastaz                    |
| Búlgaro                    | Анастасий (Anastasij)      |
| Catalán                    | Anastasi                   |
| Checo                      | Anastáz                    |
| Croata                     | Anastazije                 |
| Danés                      | Anastasius                 |
| Esloveno                   | Anastazij                  |
| Esperanto                  | Anastazio                  |
| Estonio                    | Anastasius                 |
| Euskera                    | Anastasi                   |
| Finlandés                  | Anastasius                 |
| Francés                    | Anastase                   |
| Galés                      | Anastasius                 |
| Gallego                    | Anastasio                  |
| Griego                     | Ἀναστάσιος (Anastásios)    |
| Hebreo                     | אנסטסיוס (Anastasyws)      |
| Holandés                   | Anastasius                 |
| Húngaro                    | Anasztáz                   |
| Inglés                     | Anastasius                 |
| Islandés                   | Anastasíus                 |
| Italiano                   | Anastasio                  |
| Latín                      | Anastasius                 |
| Letón                      | Anastasijs                 |
| Lituano                    | Anastazijus                |
| Noruego                    | Anastasius                 |
| Polaco                     | Anastazjusz, Anastazy      |
| Portugués                  | Anastácio                  |
| Rumano                     | Anastasie                  |
| Ruso                       | Анастасий (Anastasij)      |
| Sardo                      | Anastàsiu                  |
| Sueco                      | Anastasius                 |
| Ucraniano                  | Анастасій (Anastasij)      |

## Personajes célebres

### Santos
- San Anastasio, mártir en la persecución de Nerón.
- San Anastasio de Lérida.
- San Anastasio del Sinaí, teólogo, padre de la Iglesia Ortodoxa Oriental, monje, sacerdote, y abad del monasterio del monte Sinaí (siglo VII).
- San Anastasio Cornicularius.
- San Anastasio de Antioquía, obispo de Antioquía († 598/599).
- San Anastasio de Pannonhalma, embajador de Esteban I de Hungría († 1030).
- Santa Anastasia de Sirmio, virgen y mártir.
- Santa Anastasia de Roma, mártir romana.

### Reyes
| Estados Pontificios | Anastasio I, papa de la Iglesia Católica de 399 a 401. Anastasio II, papa de la Iglesia Católica de 496 a 498. Anastasio III, papa de la Iglesia Católica de 911 a 913. Anastasio IV, papa de la Iglesia Católica de 1153 a 1154. |
| Imperio bizantino   | Anastasio I, emperador bizantino de 491 a 518. Anastasio II, emperador bizantino de 713 a 715. |

### Otras personalidades
- Anastasio Aquino, líder indígena salvadoreño que encabezó la insurrección de los nonualcos.
- Anastasio Bibliothecarius, antipapa.
- Anastasio Bustamante, político y militar mexicano, tres veces presidente de México.
- Anastasio Guzmán, farmacéutico y naturalista español.
- Anastasio Rodrigo Yusto, religioso español.
- Anastasia Nikoláyevna de Rusia, hija del emperador Nicolás II, último zar de la Rusia Imperial.
- Anastasio Somoza García, dictador nicaragüense.
- Anastasio Somoza Debayle, dictador nicaragüense.
- Anastasio el Pollo, seudónimo del poeta argentino Estanislao del Campo.